# Hexatoma (Eriocera) arcuaria
Hexatoma (Eriocera) arcuaria is een tweevleugelige uit de familie steltmuggen (Limoniidae). De soort komt voor in het Oriëntaals gebied.